# Tomáš I. ze Saluzza
Tomáš I. ze Saluzza (1239 – 1296) byl od roku 1244 čtvrtým markrabětem ze Saluzza jako následník svého otce Manfreda III. Za Tomášovy vlády Saluzzo vzkvétalo a dosáhlo velikosti, jaká se jeho předkům vyhýbala. Vytvořil stát, jehož hranice zůstaly po více než dvě staletí nezměněné. Byl často ve sporu s Asti a byl primárním nepřítelem Karla z Anjou a jeho italských nároků. Během jeho vlády se stalo Saluzzo svobodným městem. Energicky bránil své hrady a roccaforti (pevnosti) a vybudoval mnoho nových.
Oženil se s Luisou z Cevy.
Jeho nástupcem se stal jeho syn Manfred IV. Tomáš měl také dceru Alici, která se provdala za Richarda FitzAlana, 8. hraběte z Arundelu.

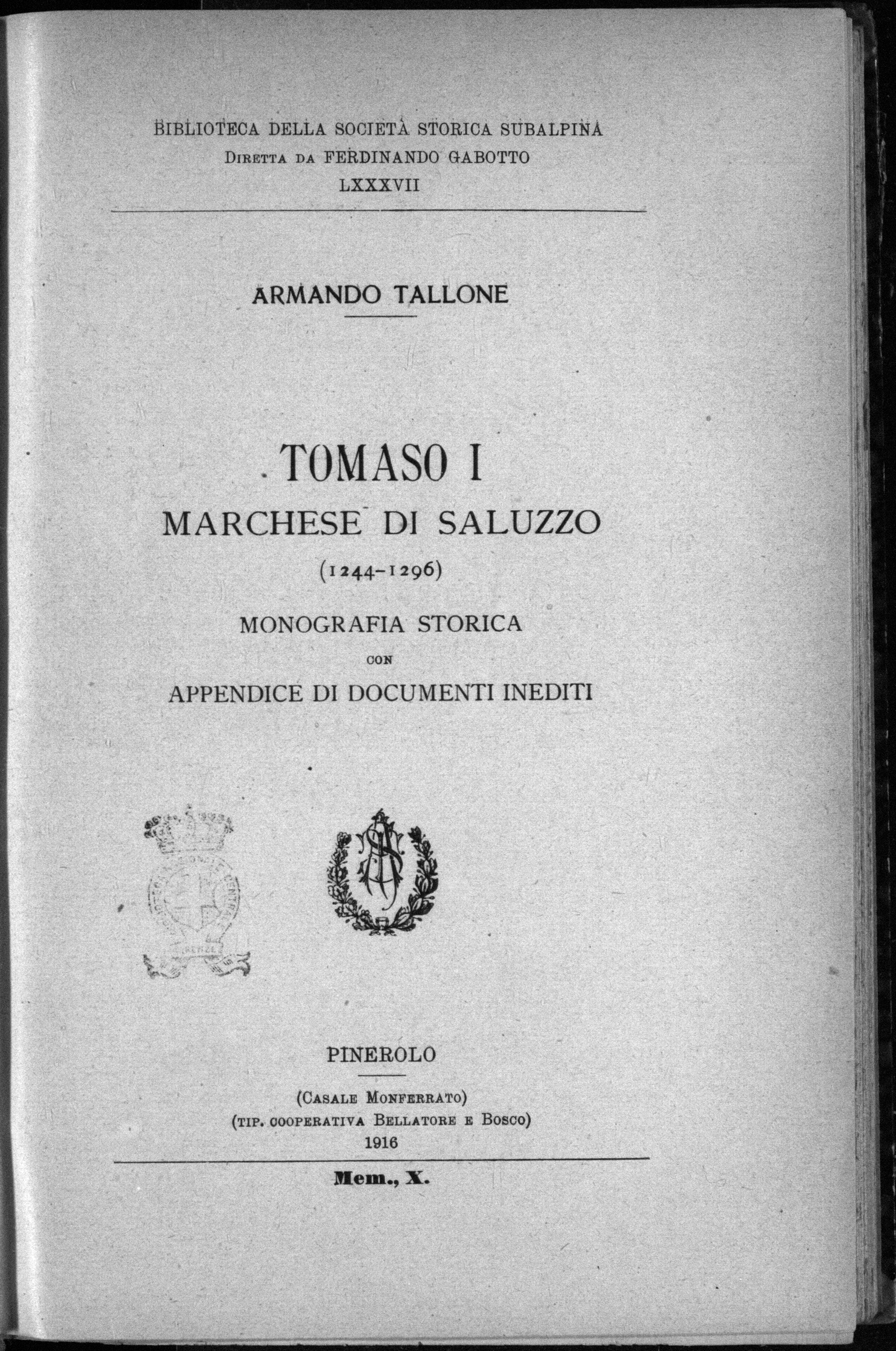
Armando Tallone, Tomaso I Marchese di Saluzzo, 1916